# 默文·罗斯
默文·罗斯（英語：Mervyn Rose，1930年1月23日—2017年7月23日），澳大利亚男子网球运动员。他曾获得澳大利亚网球公开赛男子单打冠军、男子双打冠军、法国网球公开赛男子单打冠军、温布尔登网球锦标赛男子双打冠军、混合双打冠军、美国网球公开赛男子双打冠军。